# Zigzagbeukenmineermot
De zigzagbeukenmineermot (Stigmella tityrella) is een vlinder uit de familie van de dwergmineermotten (Nepticulidae). De wetenschappelijke naam werd gepubliceerd in 1854 door Stainton.

## Kenmerken
De spanwijdte is 5-6 mm. 

## Mijn
De mijn bestaat uit een gang die niet veel breder wordt en zigzagt tussen twee zijnerven in de richting van de bladrand.

## Voorkomen
De soort komt voor in Europa.

## Foto's

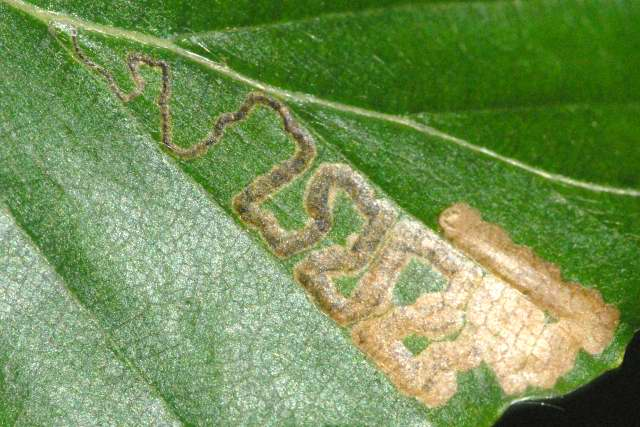
Mijn
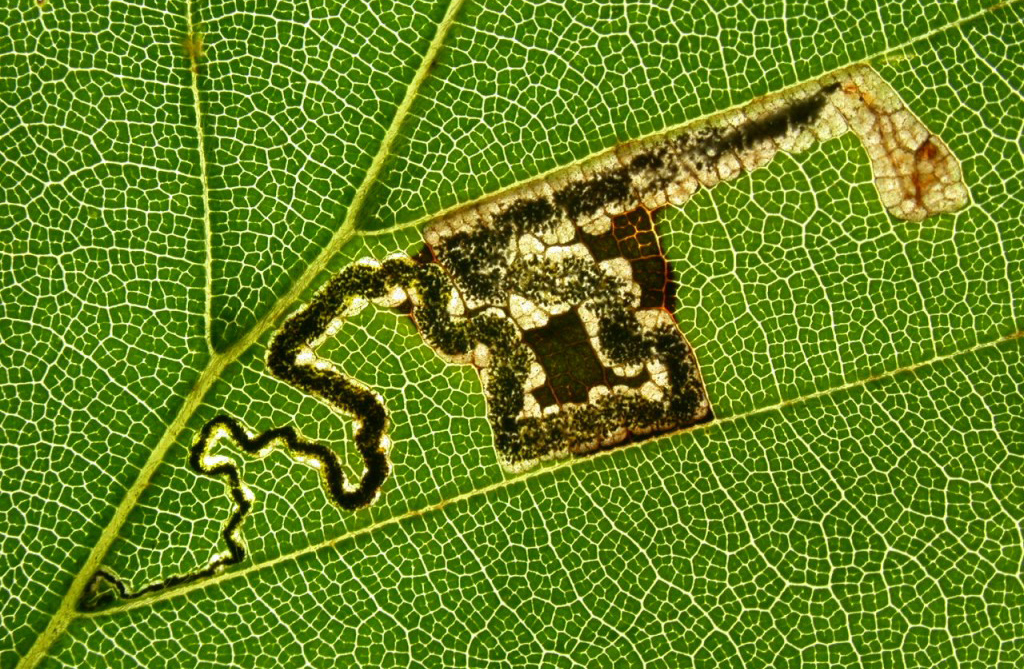
Mijn
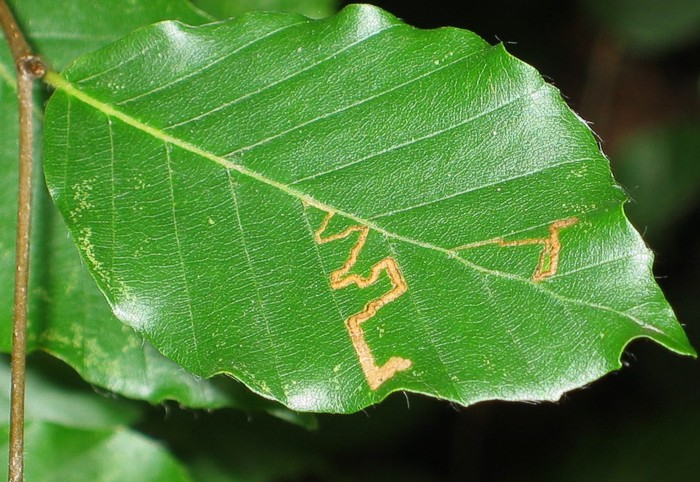
Mijn